# Costa Oriental de Asturias
La costa oriental de Asturias es el tramo costero del mar Cantábrico que se localiza en la parte oriental del Principado de Asturias.
En 1994, un tramo de esta costa oriental fue declarado Paisaje protegido de la Costa Oriental.

## Descripción
Existe disparidad de opiniones a la hora de establecer los límites de lo que constituye la  costa oriental asturiana. Emilio Arija Rivarés, en su obra Geografía de España considera que la costa oriental asturiana comprendería desde San Vicente de la Barquera, en Cantabria, a Ribadesella;  otros autores, como Alejandro del Río Fernández, establecen que la costa oriental se extendería desde la parroquia de Colombres hasta el concejo de Villaviciosa.
Así, si se considera como extensión la que va desde el concejo de Ribadedeva al de Villavicosa, se presenta un tramo litoral con dos partes muy definidas:
- la que comprende la franja costera de 30 km de largo y de 1 a 4 km de ancho que comprende 4.666 ha entre los concejos de Llanes y Ribadedeva, que constituye el llamado “Paisaje protegido de la Costa Oriental”[4] Se trata de una zona de acantilados con playas exteriores e interiores como la de playa de Gulpiyuri o la de Cobijeru. Esta zona costera incluye las playas de los concejos de LLanes y de Ribadedeva. Se trata de una zona de importante valor geológico debido a rasas emergidas en periodos prehistóricos comprendidas  entre la sierra de Cuera y los acantilados hacia el mar. Además presentan vegetación en la misma playa y pese a que en la zona de paisaje protegido  la flora no tiene mucho que destacar, se puede mencionar la presencia de acebuchales. Por su parte, en lo que se refiere a la fauna, puede destacarse  las zonas de acantilado por ser lugares de anidamiento de aves marinas como el cormorán moñudo y el paíño europeo.
- la zona comprendida entre los concejos de Ribadesella y Villaviciosa, que para algunos autores forma parte de la costa central, y que salvo contadas excepciones, presentan unas playas catalogadas como ZEPA, como LIC e incluso como monumento natural, pese a no estar enmarcadas en el «Paisaje  protegido de la Costa Oriental».[5]  Destacando por ejemplo la zona de la Ría de Villaviciosa, declarada Reserva Natural Parcial.

## Características
Puede decirse que la costa asturiana desde Unquera a Ribadesella presenta una forma rectilínea, pero pudiéndose observar gran diversidad de formas originadas por la karstificación. Así pueden distinguirse acantilados verticales o subverticales, dolinas, cuevas, bufones...
La zona comprendida desde Celorio hasta Santiuste, es una zona rica en ejemplos de bufaderos, así se pueden ver los  de Santiuste, Arenillas o el de Pría.
La sierra del Cuera está tan próxima al mar que es la que hace que la franja costera en ocasiones tenga tan solo de entre uno a cinco kilómetros de anchura, lo cual hace imposible la penetración de profundos estuarios y rías, lo cual tiene como consecuencia la carencia de buenos puertos de carácter natural.
El primer puerto de importancia de la zona podría considerarse Llanes, aunque poco queda de sus tiempos de puerto ballenero y de pesca de bajura. Otro puerto a destacar sería Ribadesella, que antaño fue el primer puerto anchoero de la costa asturiana, pasando su importancia de puerto pesquero a puerto de embarque de minerales, sobre todo de espato de flúor.
Se trata de una costa que presenta un entorno paisajístico tal, que quitando contados casos puntuales en los concejos de Colunga y Caravia, prácticamente todas sus playas están protegidas en mayor o menor grado, tanto por su vegetación, como por su morfología kárstica, como por la presencia de zona de anidamiento de aves marinas.

## Enlaces
- Costa Oriental de Asturias. Un paisaje singular. Luna Adrados González.  Ediciones Adrados (2011). Oviedo, 243 pp.
- Situación geográficas del paisaje protegido.
- Página del sistema de información ambiental del Principado de Asturias.
- Anexo:Playas Costa Oriental de Asturias